# Szymbory (przystanek kolejowy)
Szymbory – przystanek kolejowy we wsi Szymbory-Andrzejowięta, w gminie Szepietowo, w powiecie wysokomazowieckim, w województwie podlaskim, w Polsce. Składa się z 2 niskich naprzeciwległych peronów bocznych: 
- peronu 1 – o długości 299 metrów,
- peronu 2 – o długości 213 metrów[1].

Perony wyposażone są w oświetlenie i gabloty z rozkładem jazdy pociągów. Przy wschodnim krańcu peronów znajduje się przejazd kolejowo-drogowy kategorii D w ciągu drogi lokalnej.
Przystanek jest obsługiwany przez pociągi osobowe spółki Polregio relacji Białystok – Szepietowo – Białystok.

## Ruch pasażerski[3]
| Rok  | Wymiana pasażerska na dobę |
| ---- | -------------------------- |
| 2017 | 0-9                        |
| 2018 | 0-9                        |
| 2019 | 0-9                        |
| 2020 | 0-9                        |
| 2021 | 0-9                        |
| 2022 | 0-9                        |
| 2023 | 0-9                        |

## Modernizacja
26 czerwca 2020 roku PKP Polskie Linie Kolejowe podpisały umowę na modernizację odcinka linii kolejowej nr 6 Czyżew – Białystok prowadzoną w ramach projektu Rail Baltica. Prace mają potrwać do 2023 roku. W związku z ograniczoną przepustowością linii kolejowej spowodowanej modernizacją od 30 sierpnia 2020 r. niektóre pociągi osobowe Polregio zostały zastąpione autobusową komunikacją zastępczą, której pojazdy zatrzymują się po północnej stronie wsi na przystanku PKS Szymbory-Andrzejowięta oddalonym od przystanku kolejowego o ok. 1 km.

## Galeria

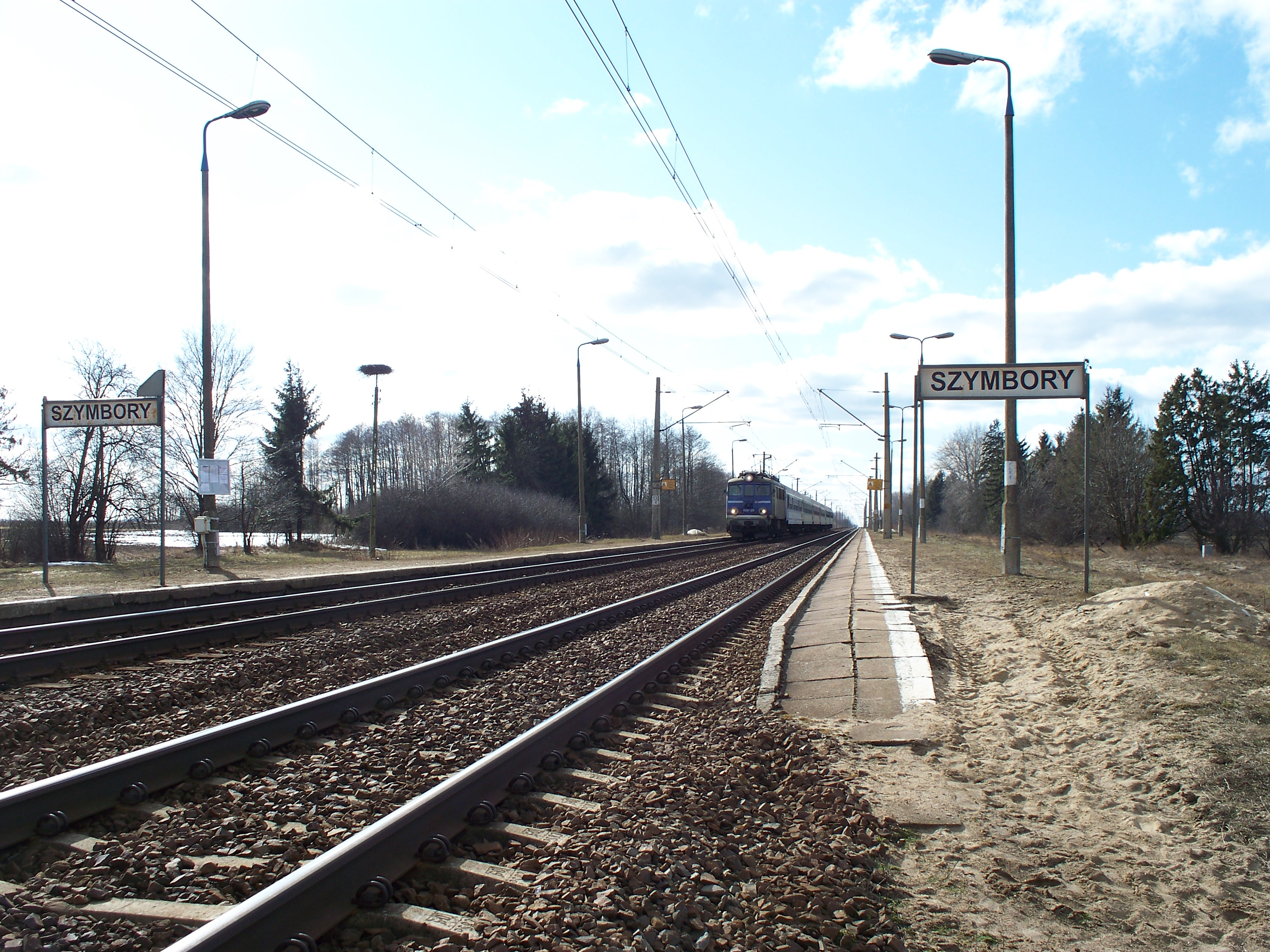
W tle pociąg TLK do Białegostoku (2012)
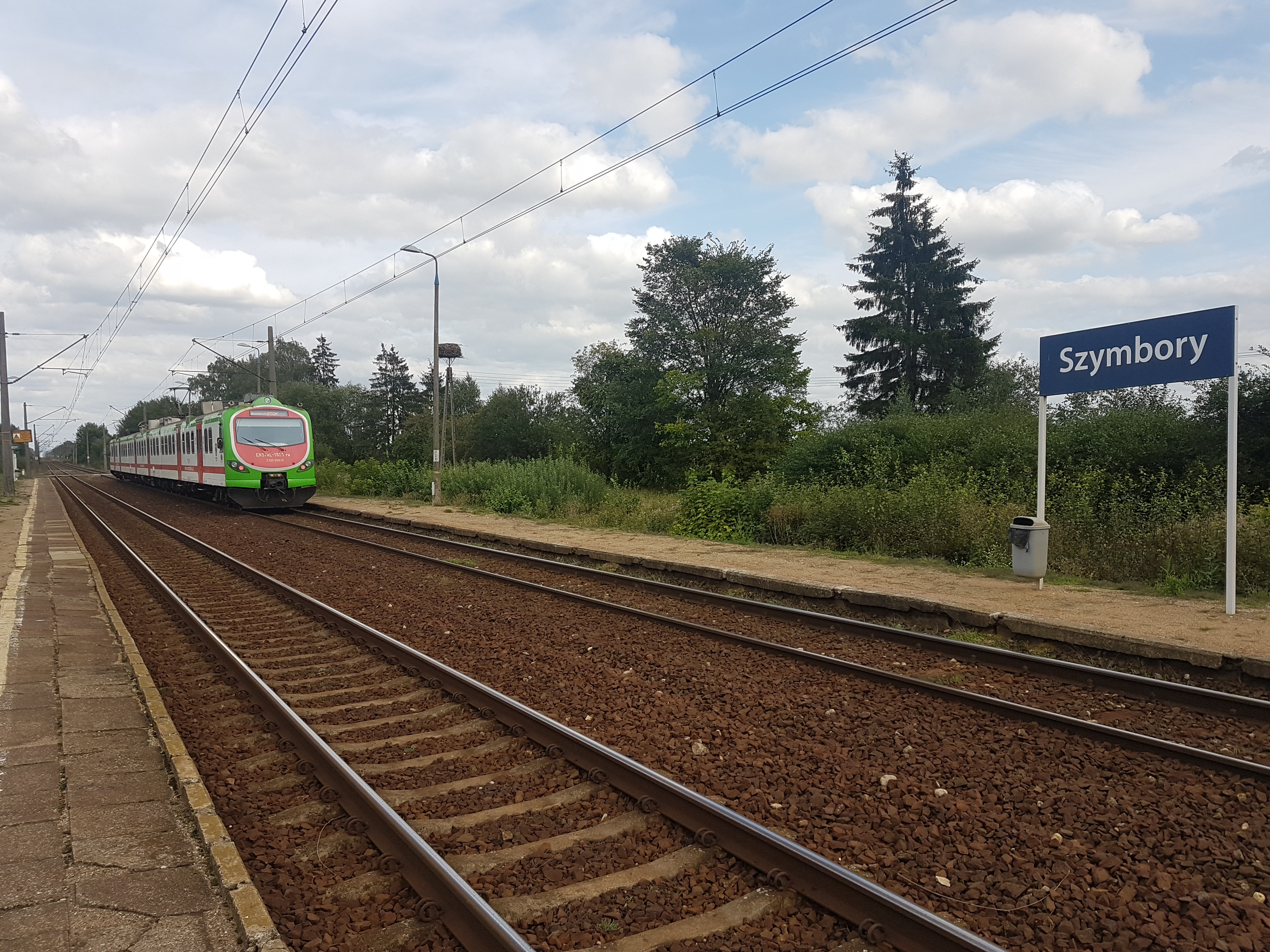
Pociąg Polregio do Białegostoku (2020)
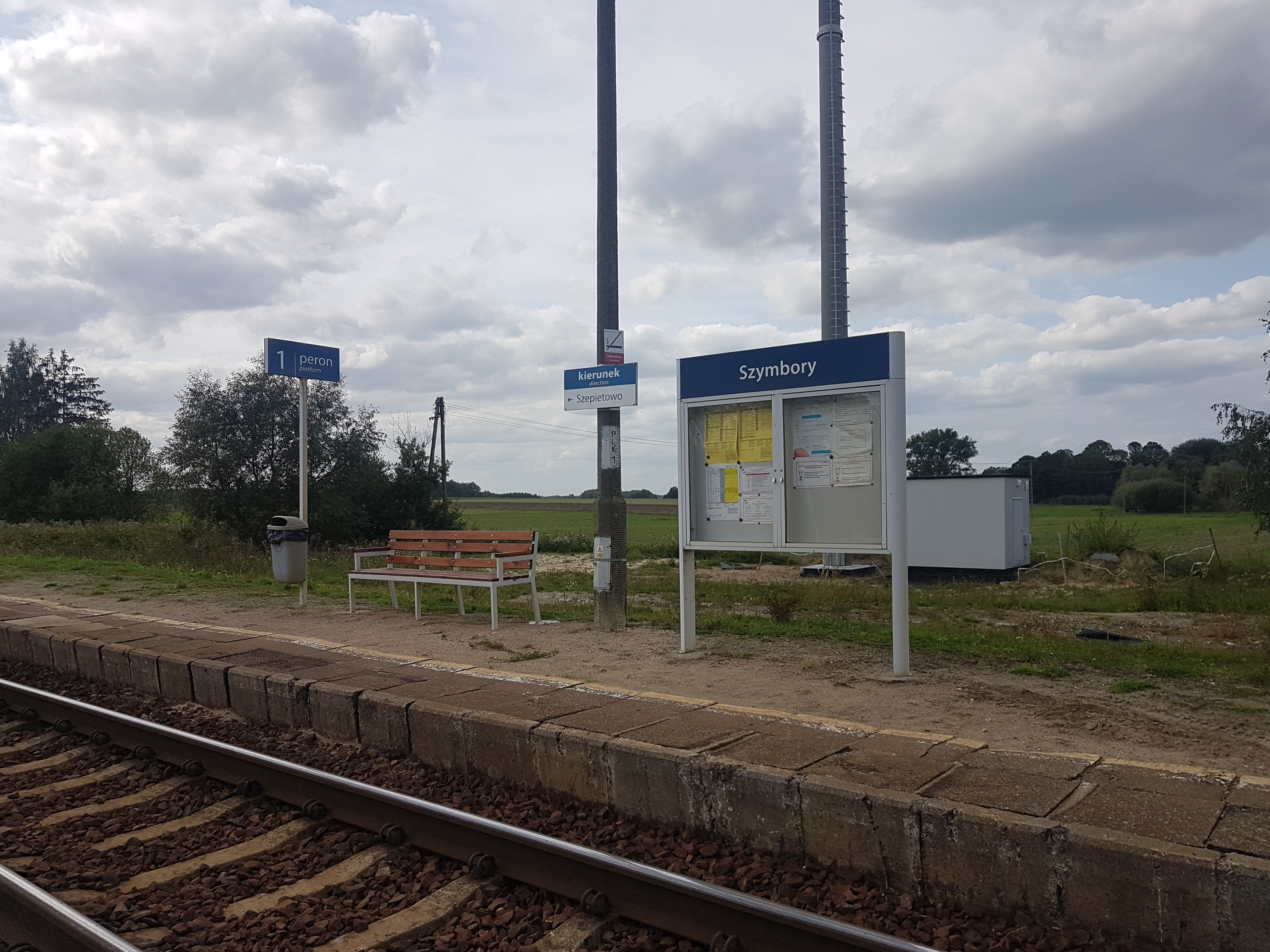
Peron 1 - obsługa podróżnych w kierunku Szepietowa (2020)
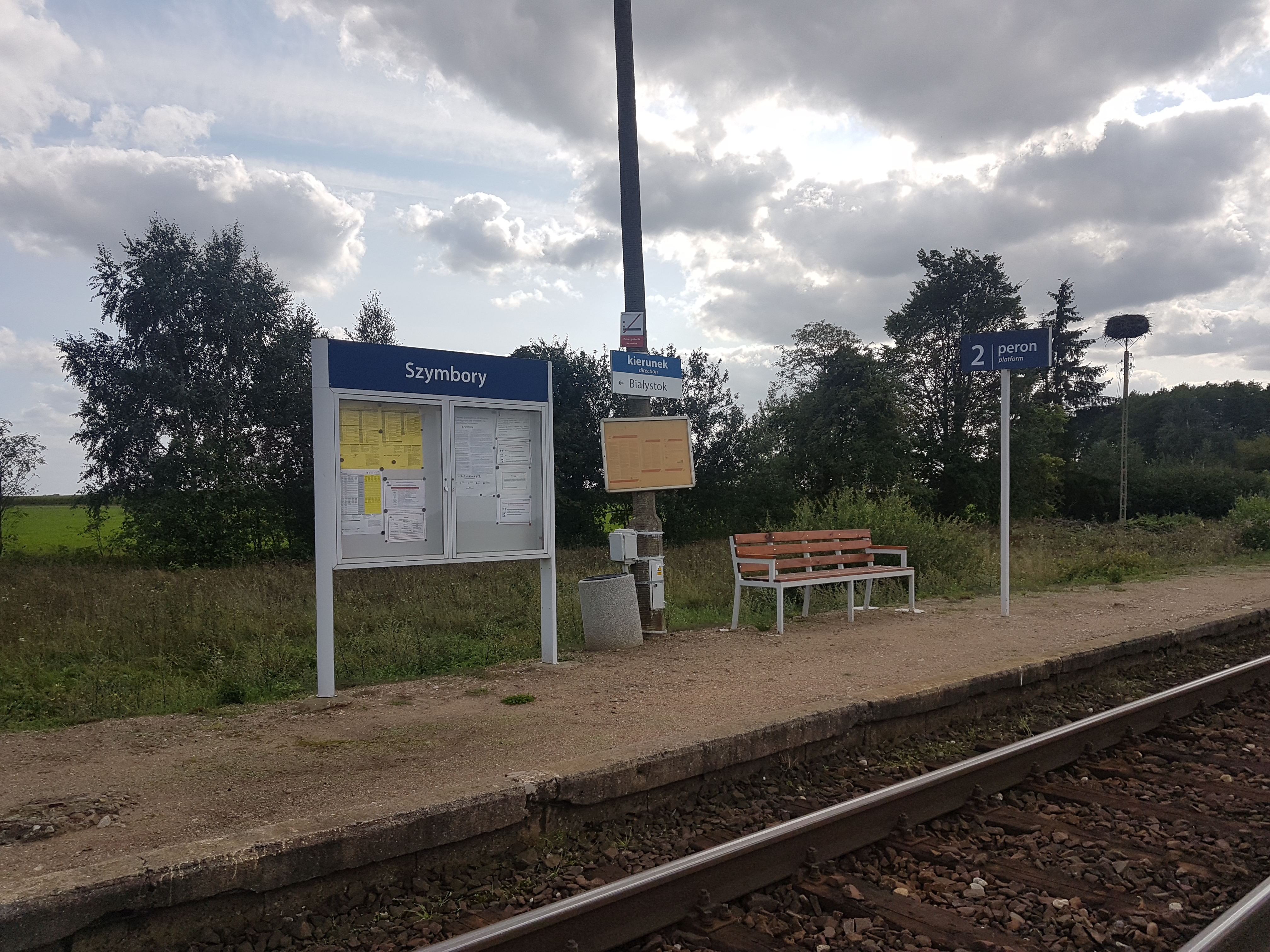
Peron 2 - obsługa podróżnych w kierunku Białegostoku (2020)
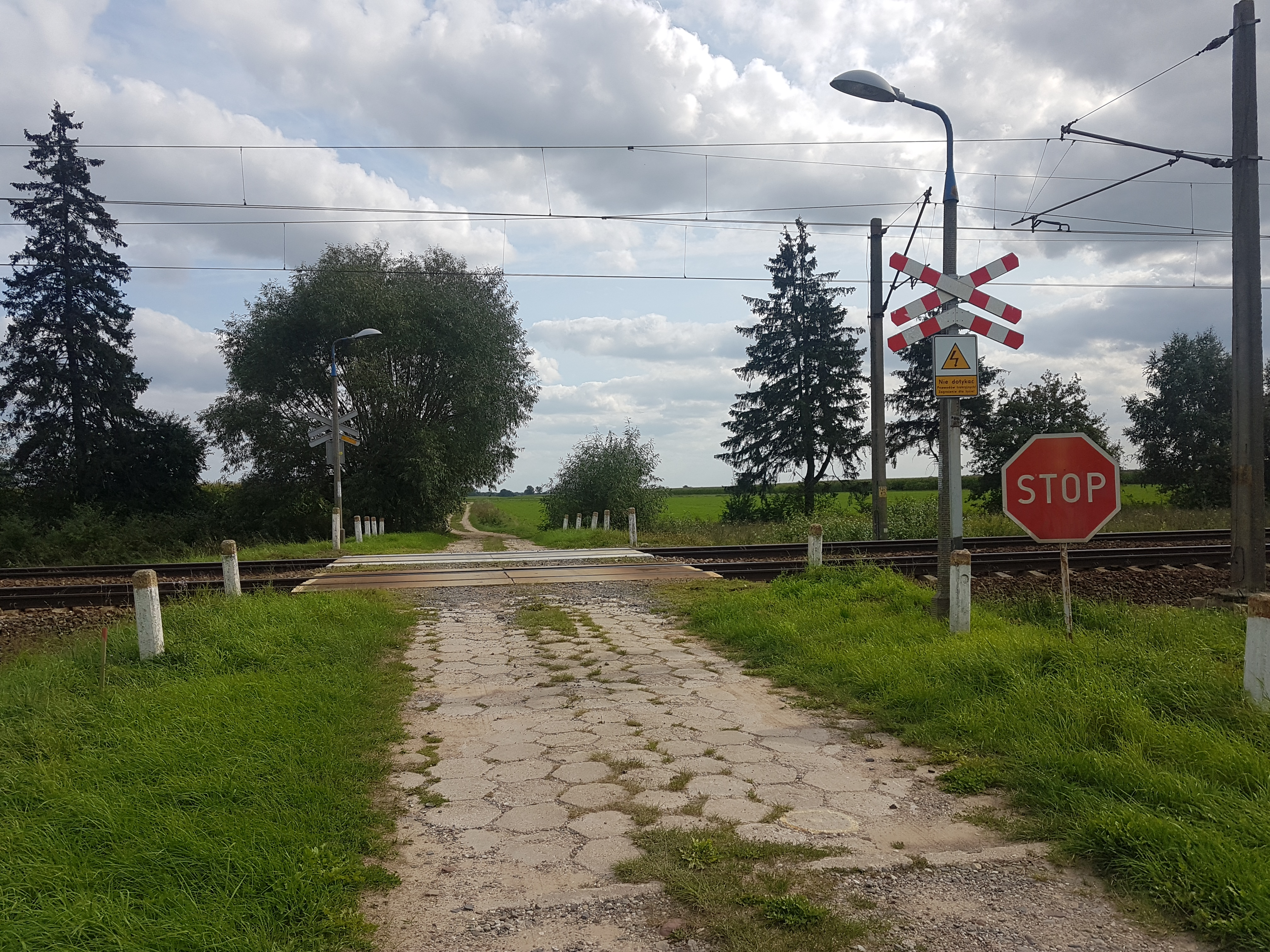
Przejazd kolejowo-drogowy w sąsiedztwie przystanku (2020)